# Nik'a Sandokhadze
Nik'a Sandokhadze (in georgiano ნიკა სანდოხაძე?; Tbilisi, 20 febbraio 1994) è un calciatore georgiano, difensore del BG Pathum Utd.

## Carriera

### Club
Ha giocato nella prima divisione dei campionati georgiano, ucraino, lettone e thailandese.

### Nazionale
Ha giocato nelle nazionali giovanili georgiane Under-17, Under-19 ed Under-21.

## Palmarès

### Club

#### Competizioni nazionali
- Campionato georgiano: 1

Samt'redia: 2016
- Supercoppa di Georgia: 1

Samt'redia: 2017
T'orp'edo Kutaisi: 2024
- Coppa di Georgia: 3

Saburtalo Tbilisi: 2019
T'orp'edo Kutaisi: 2022, 2023